# Raw Air
Raw Air – cykl zawodów w skokach narciarskich w ramach Pucharu Świata w skokach narciarskich, rozgrywany począwszy od sezonu 2016/2017.
Zawody odbywają się w drugiej dekadzie marca na skoczniach w Norwegii (Oslo, Lillehammer, Trondheim, Vikersund). Zwycięzcą zostaje zawodnik, który uzbiera największą liczbę punktów we wszystkich czterech konkursach indywidualnych, w kwalifikacjach (zwanych „prologami”) oraz w dwóch zawodach drużynowych. Według założeń do klasyfikacji Raw Air powinno liczyć się 16 skoków.
Główną nagrodą rzeczową za wygranie klasyfikacji generalnej imprezy jest czarna patera o średnicy ok. 100 cm. Zawodnicy otrzymują także, poza nagrodami przyznawanymi regulaminowo przez Międzynarodową Federację Narciarską, dodatkowe premie pieniężne oraz nagrody rzeczowe. Za miejsca na podium w całym turnieju przewidziano: 60 tys. euro dla zwycięzcy, 30 tys. za zajęcie drugiego miejsca oraz 10 tys. za zajęcie trzeciego miejsca. Łącznie z tytułu nagród finansowych organizatorzy turnieju wypłacą zawodnikom około 500 tysięcy euro. 
W 2020 roku rozegrano jedynie 9 serii z 16 zaplanowanych ze względu na pandemię COVID-19.   
W 2021 roku turniej został odwołany ze względu na pandemię COVID-19. 
W 2022 roku, z powodu remontu skoczni Granåsen w Trondheim oraz zaplanowanych Mistrzostw Świata w Lotach Narciarskich w Vikersund turniej odbył się w skróconej formie – rozegrano 9 serii na skoczniach w Lillehammer i Oslo. Podział nagród wyniósł 35 tys. euro dla zwycięzcy, 17,5 tys. za zajęcie drugiego miejsca oraz 7,5 tys. euro za zajęcie trzeciego miejsca.
W lipcu 2025 dyrektor Pucharu Świata Sandro Pertile poinformował, że w 2026 Raw Air nie zostanie rozegrany.

## Skocznie
| Zdjęcie | Nazwa skoczni    | Miejscowość | K    | HS    | Rekord skoczni | Rekord skoczni                   | Rekord skoczni        |
| Zdjęcie | Nazwa skoczni    | Miejscowość | K    | HS    | Odległość      | Rekordzista                      | Data                  |
| ------- | ---------------- | ----------- | ---- | ----- | -------------- | -------------------------------- | --------------------- |
|         | Holmenkollbakken | Oslo        | K120 | HS134 | 144,0 m        | Robert Johansson                 | 09.03.2019            |
|         | Lysgårdsbakken   | Lillehammer | K123 | HS140 | 146,0 m        | Simon Ammann Markus Eisenbichler | 05.12.2009 16.03.2023 |
|         | Granåsen         | Trondheim   | K124 | HS138 | 146,0 m        | Kamil Stoch                      | 15.03.2018            |
|         | Vikersundbakken  | Vikersund   | K200 | HS240 | 253,5 m        | Stefan Kraft                     | 18.03.2017            |

## Harmonogram
„Nie chcę mówić, że Raw Air staje się bardziej prestiżowy od Turnieju Czterech Skoczni, ale dla mnie jest to większe wyzwanie. [...] Dziesięć dni ciągłej rywalizacji i przemieszczania się pomiędzy miastami wymaga od nas dużej koncentracji. Musimy być w dobrej kondycji nie tylko fizycznej, ale i mentalnej.”

W skład turnieju Raw Air wchodzi dziesięć zawodów – sześć konkursów (cztery indywidualne i dwa drużynowe) oraz cztery prologi (kwalifikacje do konkursów indywidualnych) – rozgrywanych w ciągu kolejnych dziesięciu dni, według następującego harmonogramu:
| Dzień | Miejsce     | Zawody               |
| ----- | ----------- | -------------------- |
| 1     | Oslo        | Prolog               |
| 2     | Oslo        | Konkurs drużynowy    |
| 3     | Oslo        | Konkurs indywidualny |
| 4     | Lillehammer | Prolog               |
| 5     | Lillehammer | Konkurs indywidualny |
| 6     | Trondheim   | Prolog               |
| 7     | Trondheim   | Konkurs indywidualny |
| 8     | Vikersund   | Prolog               |
| 9     | Vikersund   | Konkurs drużynowy    |
| 10    | Vikersund   | Konkurs indywidualny |

W 2022 ze względu na przebudowę skoczni w Trondheim i MŚwL w Vikersund, turniej składa się z 9 serii, a plan wygląda następująco:
| Dzień | Miejsce     | Zawody               |
| ----- | ----------- | -------------------- |
| 1     | Lillehammer | Prolog               |
| 2     | Lillehammer | Konkurs indywidualny |
| 4*    | Oslo        | Prolog               |
| 4     | Oslo        | Konkurs indywidualny |
| 5     | Oslo        | Prolog               |
| 5     | Oslo        | Konkurs indywidualny |

*3 dnia rywalizacji odbywa się konkurs mieszany, nie liczony do klasyfikacji generalnej Raw Air

## Podium klasyfikacji generalnej Raw Air chronologicznie
| Edycja | Rok  | 1. miejsce                               | 2. miejsce                               | 3. miejsce                               |
| ------ | ---- | ---------------------------------------- | ---------------------------------------- | ---------------------------------------- |
| 1      | 2017 | Stefan Kraft                             | Kamil Stoch                              | Andreas Wellinger                        |
| 2      | 2018 | Kamil Stoch                              | Robert Johansson                         | Andreas Stjernen                         |
| 3      | 2019 | Ryōyū Kobayashi                          | Stefan Kraft                             | Robert Johansson                         |
| 4      | 2020 | Kamil Stoch                              | Ryōyū Kobayashi                          | Marius Lindvik                           |
|        | 2021 | odwołany ze względu na pandemię COVID-19 | odwołany ze względu na pandemię COVID-19 | odwołany ze względu na pandemię COVID-19 |
| 5      | 2022 | Stefan Kraft                             | Karl Geiger                              | Ryōyū Kobayashi                          |
| 6      | 2023 | Halvor Egner Granerud                    | Stefan Kraft                             | Anže Lanišek                             |
| 7      | 2024 | Stefan Kraft                             | Peter Prevc                              | Daniel Huber                             |
| 8      | 2025 | Andreas Wellinger                        | Domen Prevc                              | Ryōyū Kobayashi                          |

## Podium klasyfikacji generalnej Raw Air sumarycznie
| - Miejsce | Imię i nazwisko       | Kraj     |   |   |   | Razem |
| --------- | --------------------- | -------- | - | - | - | ----- |
| 1.        | Stefan Kraft          | Austria  | 3 | 2 | 0 | 5     |
| 2.        | Kamil Stoch           | Polska   | 2 | 1 | 0 | 3     |
| 3.        | Ryōyū Kobayashi       | Japonia  | 1 | 1 | 2 | 4     |
| 4.        | Andreas Wellinger     | Niemcy   | 1 | 0 | 1 | 2     |
| 5.        | Halvor Egner Granerud | Norwegia | 1 | 0 | 0 | 1     |
| 6.        | Robert Johansson      | Norwegia | 0 | 1 | 1 | 2     |
| 7.        | Karl Geiger           | Niemcy   | 0 | 1 | 0 | 1     |
| 7.        | Peter Prevc           | Słowenia | 0 | 1 | 0 | 1     |
| 7.        | Domen Prevc           | Słowenia | 0 | 1 | 0 | 1     |
| 8.        | Andreas Stjernen      | Norwegia | 0 | 0 | 1 | 1     |
| 8.        | Marius Lindvik        | Norwegia | 0 | 0 | 1 | 1     |
| 8.        | Anže Lanišek          | Słowenia | 0 | 0 | 1 | 1     |
| 8.        | Daniel Huber          | Austria  | 0 | 0 | 1 | 1     |

## Rekordy i statystyki

### Najwięcej wygranych konkursów i prologów w Raw Air[a]
Stan na 16 marca 2025
| Miejsce | Imię i nazwisko       | Kraj     | Liczba | Ind. | Druż. | Prol. |
| ------- | --------------------- | -------- | ------ | ---- | ----- | ----- |
| 1.      | Stefan Kraft          | Austria  | 16     | 9    | 3     | 4     |
| 2.      | Kamil Stoch           | Polska   | 12     | 4    | 1     | 7     |
| 3.      | Ryōyū Kobayashi       | Japonia  | 5      | 3    | –     | 2     |
| 4.      | Robert Johansson      | Norwegia | 4      | 2    | 1     | 1     |
| 4.      | Domen Prevc           | Słowenia | 4      | 2    | 1     | 1     |
| 4.      | Halvor Egner Granerud | Norwegia | 4      | 2    | –     | 2     |
| 5.      | Daniel-André Tande    | Norwegia | 2      | 2    | –     | –     |
| 5.      | Daniel Huber          | Austria  | 2      | 1    | –     | 1     |
| 5.      | Dawid Kubacki         | Polska   | 2      | 1    | –     | 1     |
| 5.      | Anže Lanišek          | Słowenia | 2      | 1    | –     | 1     |
| 5.      | Peter Prevc           | Słowenia | 2      | 1    | –     | 1     |
| 5.      | Andreas Wellinger     | Niemcy   | 2      | 1    | –     | 1     |
| 5.      | Johann André Forfang  | Norwegia | 2      | –    | 1     | 1     |
| 5.      | Karl Geiger           | Niemcy   | 2      | –    | –     | 2     |
| 6.      | Marius Lindvik        | Norwegia | 1      | 1    | –     | –     |
| 6.      | Markus Eisenbichler   | Niemcy   | 1      | –    | –     | 1     |
| 6.      | Junshirō Kobayashi    | Japonia  | 1      | –    | –     | 1     |
| 6.      | Constantin Schmid     | Niemcy   | 1      | –    | –     | 1     |
| 6.      | Robin Pedersen        | Norwegia | 1      | –    | –     | 1     |

## Rozegrane serie
|      | Oslo - kwalifikacje | Oslo - druż. 1 seria | Oslo - druż. 2 seria | Oslo - ind. 1 seria | Oslo - ind. 2 seria | Lillehammer - kwalifikacje | Lillehammer - ind. 1 seria | Lillehammer - ind. 2 seria | Trondheim - kwalifikacje | Trondheim - ind. 1 seria | Trondheim - ind. 2 seria | Vikersund - kwalifikacje | Vikersund - druż. 1 seria | Vikersund - druż. 2 seria | Vikersund - ind. 1 seria | Vikersund - ind. 2 seria |
| ---- | ------------------- | -------------------- | -------------------- | ------------------- | ------------------- | -------------------------- | -------------------------- | -------------------------- | ------------------------ | ------------------------ | ------------------------ | ------------------------ | ------------------------- | ------------------------- | ------------------------ | ------------------------ |
| 2017 |                     |                      |                      |                     |                     |                            | [ b ]                      | [ b ]                      |                          |                          |                          |                          |                           |                           |                          |                          |
| 2018 |                     |                      |                      |                     |                     |                            |                            |                            |                          |                          |                          |                          |                           |                           |                          |                          |
| 2019 |                     |                      | [ b ]                |                     |                     |                            |                            |                            |                          |                          |                          |                          |                           |                           |                          |                          |
| 2020 |                     |                      |                      | [ c ]               | [ c ]               |                            |                            |                            |                          | [ d ]                    | [ d ]                    | [ d ]                    | [ d ]                     | [ d ]                     | [ d ]                    | [ d ]                    |
| 2021 | [ d ]               | [ d ]                | [ d ]                | [ d ]               | [ d ]               | [ d ]                      | [ d ]                      | [ d ]                      | [ d ]                    | [ d ]                    | [ d ]                    | [ d ]                    | [ d ]                     | [ d ]                     | [ d ]                    | [ d ]                    |

### Inne
- Tylko jeden zawodnik wygrał wszystkie kwalifikacje (prologi) podczas jednej edycji turnieju. Dokonał tego Kamil Stoch przed każdym z czterech konkursów indywidualnych 2. edycji Raw Air w 2018.
- Kamil Stoch zapisał się w historii Raw Air jako pierwszy (i dotąd jedyny) triumfator, który prowadził w klasyfikacji generalnej turnieju przez cały okres jego trwania. Podczas 2. edycji imprezy w 2018 był liderem nieprzerwanie od pierwszej do szesnastej, ostatniej serii skoków.
- W 2018, 2022 oraz 2023 udało się rozegrać wszystkie z planowanych serii, odpowiednio 16, 9 i 12.